# Monokub
A Monokub ((oroszul):Монокуб) egy az orosz Elbrusz 2000 architektúrájú számítógépek számára kifejlesztett alaplap-típus – ezen a géptípuson alapulnak a Monoblock PC irodai munkaállomások. Az alaplap a miniITX méretfaktornak felel meg, és egy 500 MHz órajelű Elbrusz–2SZ+ mikroprocesszort támogat. A memóriavezérlő kétcsatornás (dual channel) memória-üzemmódot biztosít. Az alaplapon két DDR2-800 memóriafoglalat található, amely összesen 16 GiB RAM elhelyezését teszi lehetővé és támogatja az ECC memóriamodulokat.
A Monokub PCI Express x16 sínnek megfelelő bővítőkártyákkal bővíthető. Az alaplapon emellett egy Gigabit Ethernet interfész, 4 USB 2.0, RS-232 interfész, DVI connector és audio be-/kimeneti portok találhatók.

## Fordítás
Ez a szócikk részben vagy egészben  a   Monokub című angol Wikipédia-szócikk ezen változatának fordításán alapul.  Az eredeti cikk szerkesztőit annak laptörténete sorolja fel. Ez a jelzés csupán a megfogalmazás eredetét és a szerzői jogokat jelzi, nem szolgál a cikkben szereplő információk forrásmegjelöléseként.